# خوشنویسی ایرانی

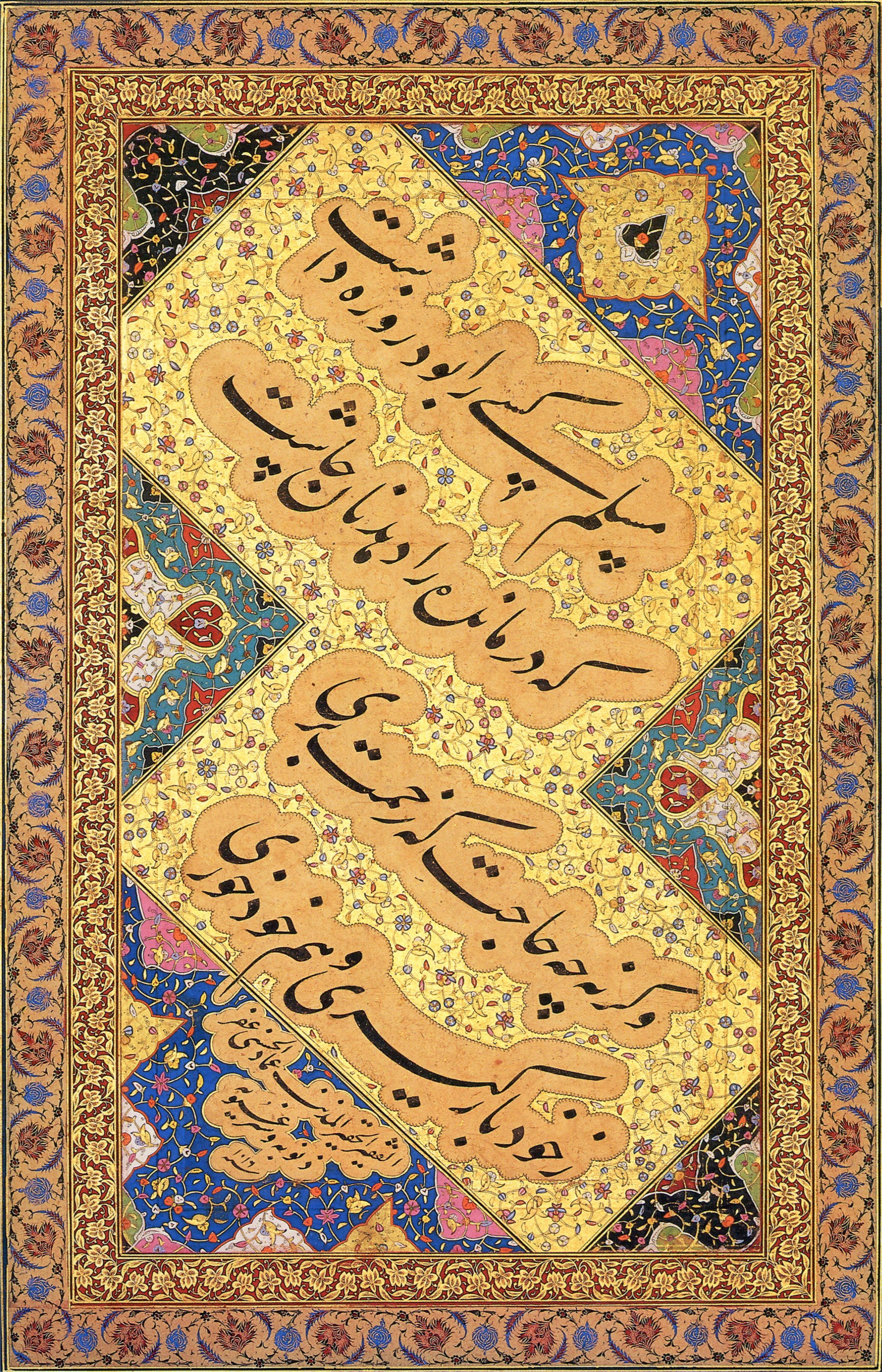
نمونه‌ای از خط نستعلیق به‌شکل چلیپا از میرعماد حسنی (۹۶۱–۱۰۲۴ هـ. ق)، ایران، متن شعر: «مسلّم کسی را بُود روزه‌داشت / که را دهد نانِ چاشت // وگرنه چه حاجت که زحمت بری / ز خود بازگیری و هم خود خوری»

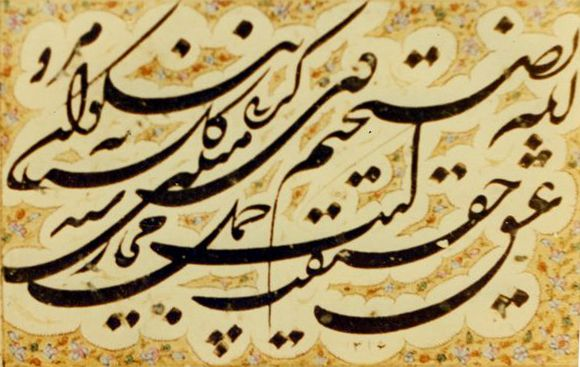
قطعه خط شکسته‌نستعلیق اثر سید علی‌اکبر گلستانه، ۱۳۱۶ هـ. ق، متن قطعه بیتی از سعدی است که می‌فرماید: «ای که نصیحتم کنی کز پی نیکوان مرو / عشق حقیقت است اگر حمل مجاز می‌کنی». در این اثر خوشنویس، کلمهٔ «اگر» را حذف کرده‌است.

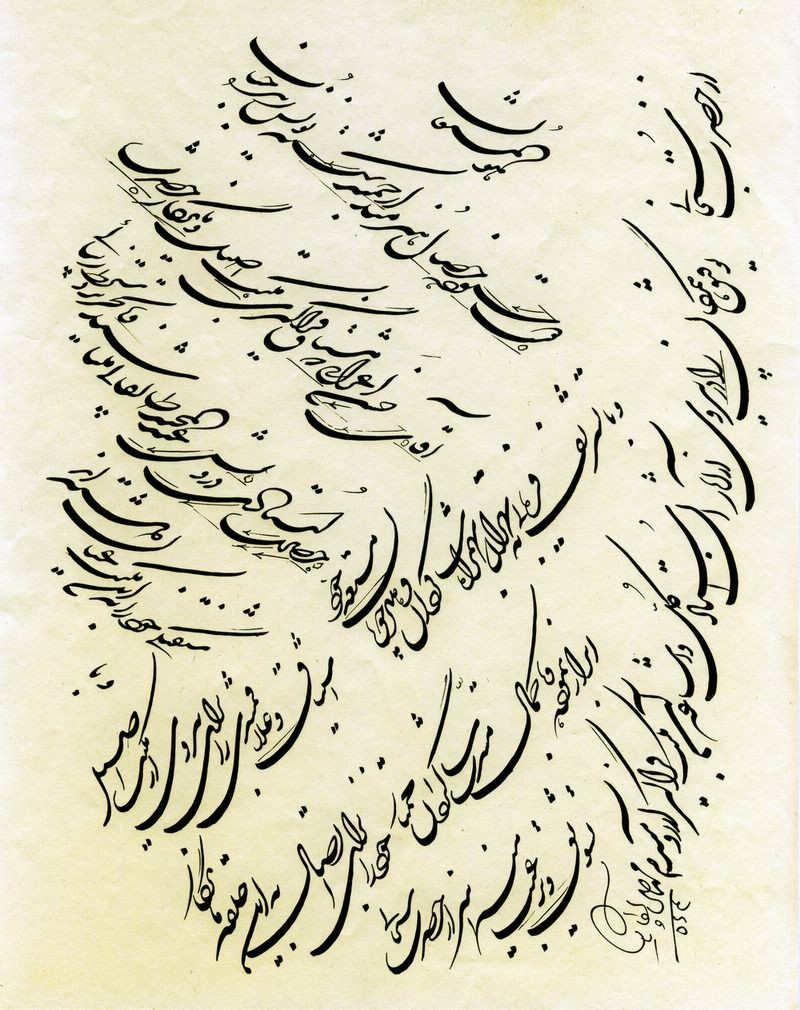
نمونه‌ای از خط شکسته‌نستعلیق اثر محمدحسین عطارچیان به شیوهٔ درویش عبدالمجید.

خوشنویسی ایرانی که در ایران و سرزمین‌های وابسته یا تحت نفوذ او همچون کشورهای آسیای میانه، افغانستان و شبه قاره هند به تدریج حول محور فرهنگ ایرانی شکل گرفت.
در حالی که عمدهٔ تبدیل نگارش معمولی کلمات به خوشنویسی هنرمندانه در جهان اسلام، به‌عهده ایرانیان بوده‌است، رفته رفته ایرانیان سبک و شیوه‌هایی مختص به خود را در خوشنویسی ابداع کردند. هرچند این شیوه‌ها و قلم‌های ابداعی در سایر کشورهای اسلامی هم طرفدارانی دارد اما بیشتر مربوط به ایران و کشورهای تحت نفوذ آن همچون کشورهای آسیای میانه، افغانستان، پاکستان و هند است.
پرونده خوش‌نویسی ایرانی با عنوان «برنامه ملی پاسداری از هنر سنتی خوشنویسی در ایران» در شانزدهمین جلسه کمیته بین دولتی حفاظت از میراث فرهنگی ناملموس به ثبت رسید.

## شکل‌گیری
در ایران بعد از فتح اسلام، خطّاطی به شیوهٔ نسخ وجود داشت. در پرتو حمایت ابوبکر بن سعد زنگی در فارس، ده‌ها نسخه قرآن خطی به وجود آمد. در زمان حکومت ایلخانیان، به دلیل نفوذ هنر چین و سلطهٔ مغولها، اوراق مُذهّب کتاب‌ها، نخستین بار با نقش‌های تزیینی زینت یافت. در زمان حکومت تیموریان در ایران، خط و خوشنویسی اهمیتی ویژه یافت. میرعلی تبریزی خط نستعلیق را که از ترکیب خط نسخ و تعلیق به‌تدریج ایجاد شده بود را قوام بخشید. از شاهزاده بایسنقر میرزا به‌عنوان مشهورترین خطاط قرآن در این دوره یاد می‌شود.
آنچه که به‌عنوان شیوه‌ها یا قلم‌های خوشنویسی ایرانی شناخته می‌شود بیشتر برای نوشتن متون غیر مذهبی نظیر دیوان اشعار، قطعات ظریف هنری یا برای مراسلات و مکاتبات اداری ابداع شده و به‌کار رفته‌است. این در حالی است که خط نزد اعراب و ترکان عثمانی بیشتر جنبه دینی و قدسی داشته‌است. هرچند آنان نیز برای امور منشی‌گری و غیرمذهبی قلم‌هایی را بیشتر به‌کار می‌برند، اما اوج هنرنمایی آنان - برخلاف خوشنویسان ایرانی- در خط ثلث و نسخ و کتابت قرآن و احادیث قابل رویت است.
در ایران نیز برای امور مذهبی مانند کتابت قرآن یا احادیث و روایات و همچنین کتیبه‌نویسی مساجد و مدارس مذهبی بیشتر از خطوط ثلث و نسخ بهره می‌گرفتند که نزد اعراب رواج بیشتری دارد. هرچند ایرانیان در این قلم‌ها نیز شیوه‌هایی مجزا و مختص به خود آفریده‌اند.
در حال حاضر علاقه‌مندان به هنر خوشنویسی امکان شرکت در کلاس‌های انجمن خوشنویسان ایران یا کلاس‌های خصوصی توسط استادان مرتبط با این رشته را دارند. برای شرکت در کلاس‌های انجمن خوش‌نویسان ایران باید به دفاتر این انجمن در محل سکونت خود مراجعه کنید

## خط تعلیق

خوشنویسی ایرانی

خط تعلیق را می‌توان نخستین خط ایرانی دانست. خط تعلیق که ترسل نیز نامیده می‌شد از اوایل سده هفتم پا به عرصه گذاشت و حدود یکصد سال دوام داشت؛ و بعد رفته رفته از رواج آن کاسته شد و رونق سابق را از دست داد. تعلیق از ترکیب خطوط نسخ و رقاع به وجود آمد و کسی که این خط را قانونمند کرد خواجه تاج سلمانی بود؛ که بعدها به وسیله خواجه عبدالحی منشی استرآبادی به‌آن قواعد و اصول بیشتری بخشیده شد. تعلیق که بیشتر به عنوان خط تحریر برای نوشتن نامه‌ها و فرمان‌های حکومتی بکار می‌رفته، دارای دوایر زیاد، حروف مدور و قابلیت بسیاری در ارائهٔ ترکیب‌های متنوع و کمپوزیسیون‌های گوناگون دارد. به همین دلیل بیشتر در بین کسانی رواج داشته که از نظر سواد و میزان آشنایی با خط در سطح بالایی باشند. در زمانهٔ بی‌حوصلهٔ ما نمی‌تواند از نظر خوانایی گسترهٔ کاربری همگانی پیدا کند. از این رو این خط به تدریج کاربرد خود را از دست داد.

## خط نستعلیق

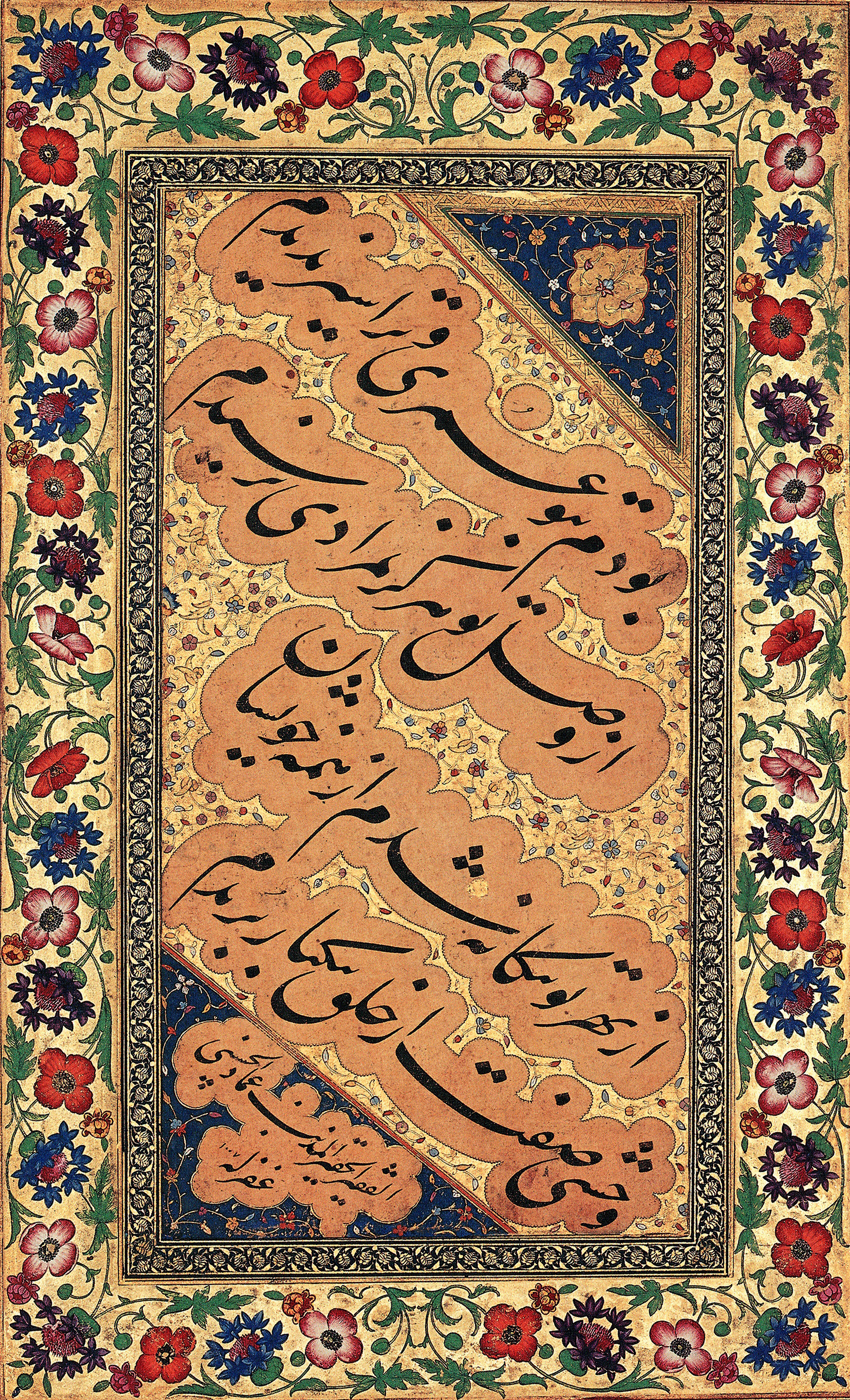
قطعهٔ چلیپای نستعلیق

پس از خط تعلیق که نخستین خط شکل گرفته ایرانی بود نستعلیق شکل گرفت که افتخار هنر ایرانی است. در میان خطوط ایرانی و عربی، خط نستعلیق به‌گواه آثار آفریده شده به‌عنوان زیباترین خط و برتر از خطوط اسلامی شناخته شده و آن را «عروس خطوط اسلامی» نامیده‌اند.
از ترکیب و ادغام دو خط نسخ و تعلیق به‌تدریج خط جدیدی پدید آمد که نسختعلیق نام گرفت و در اثر کثرت استعمال این نام به نستعلیق تغییر پیدا کرد. در سده هشتم هجری قمری میرعلی تبریزی (درگذشت: ۸۵۰ هجری قمری) این خط را قانون‌مند کرد و در حد رقابت با خطوط ششگانه قدیمی مطرح نمود. این خط بسیار مورد اقبال واقع شد و موجب تحول عظیمی در هنر خوشنویسی گردید. نستعلیق حدود یک دانگ سطح و مابقی آن دور است. (یک ششم حرکت‌های مستقیم و پنج ششم حرکت‌های مدور دارد)
پس از میرعلی تبریزی پسرش میرعبدالله و بعد از او میرزا جعفر تبریزی و اظهر تبریزی در تکامل خط نستعلیق کوشش‌ها کردند تا نوبت به سلطانعلی مشهدی رسید که خدمات شایانی به این هنر اصیل نمود.
استادان زیادی پس از سلطانعلی مشهدی در رشد نستعلیق مؤثر بودند. همانند میرعلی هروی و پس از حدود یک سده، خوشنویس نامی و بزرگ، میرعماد حسنی (۱۰۲۴ هجری قمری). او که معاصر شاه عباس صفوی بود با نبوغ خود تغییرات و سبکی در خط نستعلیق به وجود آورد که هنوز پس از گذشت قریب ۴۰۰ سال مورد استفاده و الهام بخش خوشنویسان است. او پایه خط را به جایی رساند که برخی معتقدند از زمان پیدایش خط نستعلیق تاکنون هنرمندان خوشنویس را یارای برابری با او نبوده‌است. هم‌زمان با میرعماد هنرمند بزرگ دیگری به‌نام علیرضا عباسی می‌زیست که رقیبی برای او به‌شمار می‌رفت. علیرضا عباسی علاوه بر خط نستعلیق خفی و جلی، در خط ثلث نیز استاد بود به‌طوری‌که قالب کتیبههای مساجد و بناهای تاریخی اصفهان به خط ثلث یا به سرپرستی او انجام شده‌است.
خط نستعلیق علاوه بر خوشنویسانی که در حیطه ایران کنونی می‌زیستند، در خراسان بزرگ و کشورهای آسیای میانه، افغانستان و به‌ویژه خوشنویسان دربار گورکانیان هند (که تعلق خاطر ویژه‌ای به فرهنگ ایرانی داشتند) رشد و پیشرفت قابل توجهی کرد. به‌طور کلی سده‌های نهم تا یازدهم هجری را می‌توان سده‌های درخشان در هنر خوشنویسی دانست.

## خط شکسته‌نستعلیق
در اواسط سده یازدهم هجری سومین خط خالص ایرانی، یعنی شکسته‌نستعلیق شکل گرفت. مرتضی‌قلی خان شاملو حاکم هرات از جمله کسانی بود که در پدید آمدن و استواری این خط جدید مؤثر بود. علت پیدایش آن را می‌توان نیاز به‌تندنویسی و راحت‌نویسی در امور منشی‌گری و البته بیش از آن، ذوق و خلاقیت هنری ایرانی دانست. همانطوری‌که پس از پیدایش خط تعلیق، ایرانیان به‌خاطر سرعت در کتابت، شکسته تعلیق آن را نیز به وجود آوردند. از آن‌جایی که نوشتن خط زیبای نستعلیق مستلزم صرف وقت و دقت زیاد است، خط شکسته‌نستعلیق از ترکیب خط محجور تعلیق با خط ظریف نستعلیق شکل گرفت تا سرعت و زیبایی را هم‌زمان داشته باشد.
خط شکسته نستعلیق به‌دست محمدشفیع هروی حسینی هراتی کامل‌تر شد و عبدالمجید طالقانی قواعد جدیدی برای آن وضع نمود و آن را به اوج رساند. درویش عبدالمجید شکسته نستعلیق را به جایی رساند که میرعماد در نستعلیق انجام داده بود. پس از او می‌توان از سید علی‌اکبر گلستانه و میرزا غلامرضا اصفهانی به عنوان شکسته‌نویسان بزرگ نام برد که در ترویج خط شکسته نقش مهمی ایفا نمودند.
در بخش شکسته نستعلیق دو شیوه وجود دارد یکی بر اساس مکتب قدما و دیگری شیوه نوین می‌باشد که مبدع آن یدالله کابلی خوانساری است .در این شیوه فرم‌های گرافیکی و تغییر اندازه‌های دانگ قلم و ارتباط فرم‌ها بیشتر دیده می‌شود که در اصطلاح نوین به آن سماع قلم می گویند.

## دوران قاجار

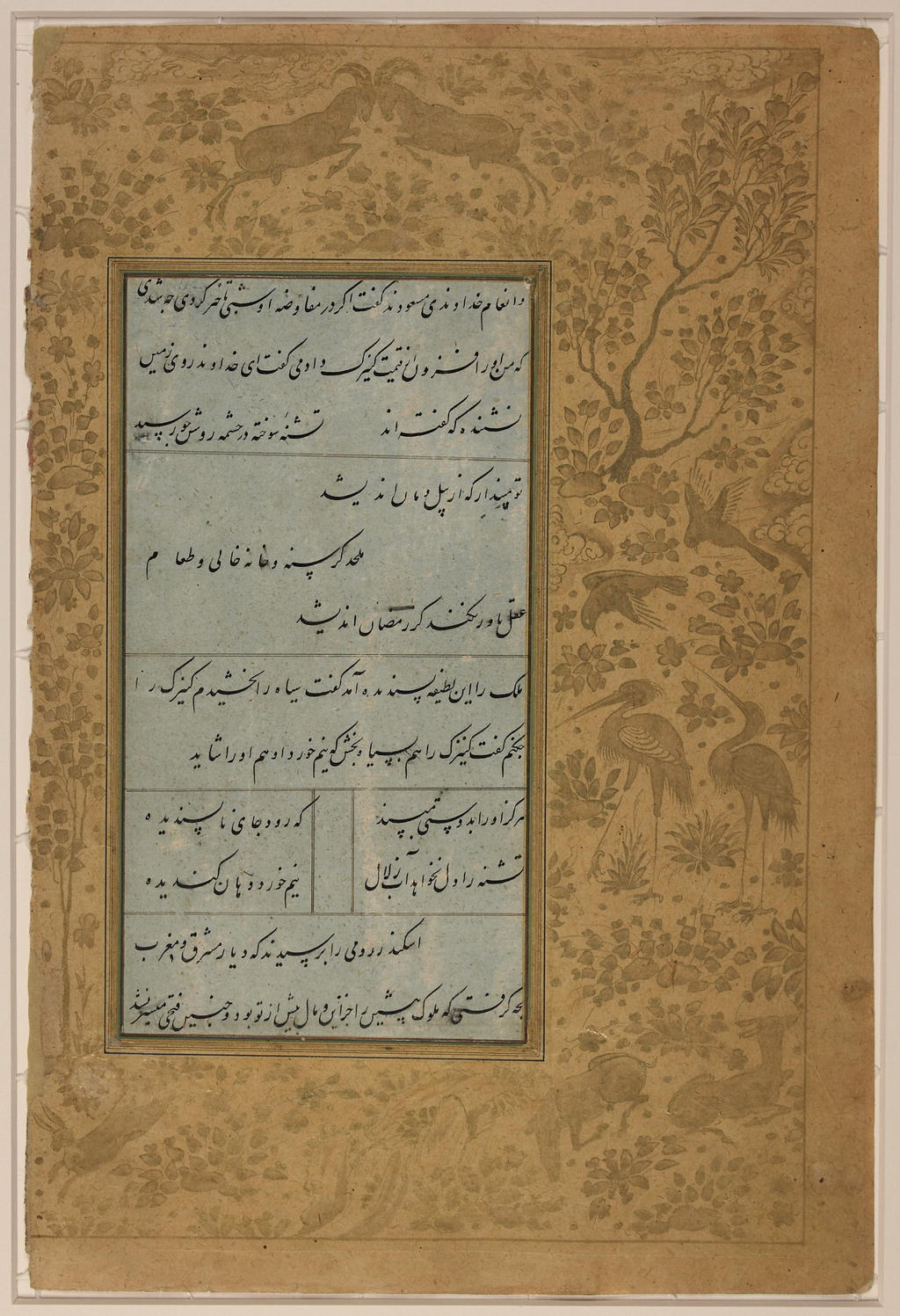
نمونه یک صفحه کتابت از گلستان سعدی به خط نستعلیق

در دوره قاجار با ظهور پدیده چاپ و چاپ سنگی و همچنین گسستگی ارتباط خوشنویسان با سلسله استادان قدیمی در خط ایرانی به ویژه نستعلیق‌نویسی تغییراتی حاصل شد.
از سده یازدهم هجری سیاه‌مشقنویسی از صورت یک تمرین ساده ابتدایی به مثابه زبان و بیانی تازه مطرح شد که در سده سیزدهم به اوج رسید. زبانی که به عنوان یک هنر ناب و فارغ از دغدغه انتقال ادبی مفاهیم و فقط با ایجاد زیبایی بصری تا به امروز تداوم یافته‌است. این هنر در دوره قاجار به‌دست هنرمندانی چون میرزا غلام رضا اصفهانی و میرحسین خوشنویس قله‌های هنر را درنوردید.
در اواخر دوره قاجار به دلیل نیازهای جدید جامعه‌ای که گام‌های نخست برای حرکت به‌سوی مدرن شدن را طی می‌کرد. خوشنویسی هم به سمت هنرهای کاربردی رفت و با این تحولات همراه شد.
خوشنویسی ایرانی با از دست دادن مصرف اصلی آن یعنی کتابت و مواجهه با نیازهای جامعه مدرن در سده اخیر روند تازه‌ای را دنبال کرد. تحولات فرهنگی - هنری و سیاسی - اجتماعی و فناوری در ایران، در دوره‌های قاجار و پهلوی زمینه‌ساز نوآوری متفاوتی در خط شدند. در دوره قاجار با ظهور روزنامه‌ها و نشریات، مصرف اصلی خوشنویسی یعنی کتابت و تکثیر آثار مکتوب به‌تدریج از بین رفت. از این رو جنبه‌های خلاقه و روش‌های شخصی و شیوه‌گرایانه در خط نمود بیشتری پیدا کرد و با رواج «سیاه‌مشق» ها دوران تازه‌ای فرا رسید. پس از آن در دوره پهلوی با پدید آمدن نیازهای جدید برای جامعه همچون تجارت، تبلیغات و فناوری و همچنین مواجهه با هنر جهانی خوشنویسی نیز می‌بایست خود را با این تحولات هماهنگ می‌کرد.
میرزا محمدرضا کلهر با نگارش روزنامه‌هایی چون شرف و شرافت و کتاب‌هایی چون فیض‌الدموع و سفرنامه‌های ناصرالدین شاه قاجار به خراسان نمونه‌هایی برای تمرین مشق در وسعت زیاد برای مشتاقان به‌جای گذاشت. او شاید به جهت خوشنویسی برای چاپ سنگی و با مرکب غلیظ این روش چاپی، شیوه‌ای ای پدیدآورد که حروف آن چاق و کشیده‌ها کوتاه بودند. از آنجایی که ارتباط خوشنویسان در اواخر دوره قاجار با سلسله استادان قدیمی قطع شده بود آثار چاپ شده محمدرضا کلهر سرمشق خوبی برای علاقه‌مندان به خط به‌شمار می‌رفت این شیوه تا همین دو سه دهه اخیر، شیوهٔ رایج و مطلوب خوشنویسان معاصر بود.
پس از کلهر عمادالکتاب سیفی قزوینی از آثار او مشق کرد و این شیوه را رواج داد. عمادالکتاب را می‌توان آخرین حلقه از سلسله استادان پیشین در خط دانست که از او «آداب المشقی» باقی ماند و همین او را به سلسله خوشنویسان معاصر متصل کرد.
در سده ۱۳ در دوره قاجار، خطاطان بزرگی پا به عرصه میدان نستعلیق و دیگر اقلام نهادند و سختی‌های این هنر ظریف را بجان خریدند و در توسعه آن کوشیدند که اسامی معروفترین آن‌ها تا قبل از خوشنویسان معاصر به‌این شرح می‌باشد: عباس نوری، مریم بانو، احمد شاملو مشهدی، فتحعلی حجاب، میرحسین خوشنویس، اسداله شیرازی، وصال شیرازی، عبدالرحیم افسر، محمدحسین شیرازی، عبدالحمید ملک الکلامی، علی‌نقی شیرازی، میرزا محمد ابراهیم تهرانی (میرزا عمو)، بهاءالدین کاتب، جواد شریفی، میرزا آقا خمسه‌ای، ابوالفضل ساوجی، میرزا غلامرضا اصفهانی، میرزا محمدرضا کلهر، عمادالکتاب سیفی قزوینی، اشرف الکتاب، میرزا احمد نیریزی، میر معز کاشانی، نوری لاهیجی، میرزا طاهر خوشنویس، حسن هریسی، آقا میرزا بیوک ادیب، بخت شکوهی، وحیدرضا رزاقی(تبریزی)، دوز دوزانی و بسیاری استادان زیردست دیگر.

## غزنی
در دوران معاصر همراه با همه شاخه‌های هنری که دستخوش تحولاتی قابل توجهی شدند در هنر خوشنویسی نیز شاهد تغییراتی بوده‌ایم و هم‌اکنون نیز شاهد نوآوری‌ها و ابداعاتی چه در ترکیب با سایر هنرها و چه در نحوه ارائه هستیم. دوران پهلوی دوران ارتباط با جریان‌های هنری معاصر در سایر کشورها و رویکرد بی‌باکانه به نوآوری در هنر بود. به‌عنوان مثال می‌توان از شیوه نقاشیخط یاد کرد که از دهه چهل خورشیدی رفته‌رفته باب شد. تلاش هنرمندانی چون محمد احصایی که بنیان‌گذار این سبک شناخته شده و همچنین نصرالله افجه‌ای، از پس تجربیات نقاشان مکتب سقاخانه مانند فرامرز پیلارام و حسین زنده‌رودی و در سال‌های پس از انقلاب آثار محمد جلیل رسولی در شکل‌گیری و پیشرفت این هنر بسیار مؤثر بوده‌است. نقاشیخط اکنون در میان هنردوستان از منزلت ویژه‌ای برخوردار است. برخی از نمونه‌های نقاشیخط که بر پایه‌های خوشنویسی استوار است و برخی خاستگاه آن سبک‌های جدید نقاشی ایرانی است. در این آثار آنچنان با رنگ و طرح درآمیخته که دیگر نه‌می‌توان نام خطاطی بر آن نهاد و نه نقاشی. در این هنر دست هنرمند در خلق و ابداع اشکال و ترکیبات باز است و به مدد رنگ و ترکیب‌های نوین راحت‌تر به‌خواسته خود می‌رسد.
در زمینه خوشنویسی سنتی، ظهور پدیده چاپ که روزی موجب از رونق افتادن کار کتابت شده بود، به تکثیر با کیفیت آثار استادان و هموار کردن پویایی راه آنان انجامید. نیازهای جدید تجاری و تبلیغی راه خوشنویسی را به عرصه گرافیک مدرن گشود. به این ترتیب خوشنویسی از کنج مجموعه‌های خصوصی به‌گستره جامعه راه یافت.
در سال‌های پس از انقلاب نیازهای تبلیغی به ویژه در بخش فرهنگی رشد ناگهانی داشت. یکباره انبوهی از جوانان به سمت آموزش خوشنویسی روی آوردند و دوباره خوشنویسی جریان اصلی هنرهای بصری شد. هزاران هنرآموز مشتاق تمام زوایای این هنر اصیل را کاویدند و صدها کتاب و مقاله ارزشمند در این باره منتشر شد. رشد کمی و کیفی خوشنویسی در سه چهار دهه اخیر بی‌نظیر یا حداقل کم‌نظیر بوده‌است. اکنون پس از تب و تاب اولیه پس از انقلاب خوشنویسی ایرانی دوران بلوغ و بالندگی خود را طی می‌کند.

## خوش‌نویسی ایرانی در دوران معاصر
در دوران معاصر خوشنویسانی به گسترش و احیای هنر نستعلیق‌نویسی همت گماردند مانند: حسن هریسی، سیدحسن میرخانی، سیدحسین میرخانی، علی اکبر کاوه، کیخسرو خروش، ابراهیم بوذری، سعید شمس انصاری، غلامحسین امیرخانی، عباس اخوین، محمد احصایی، فتحعلی واشقانی و بسیاری خوشنویسان دیگر. همچنین در زمینه شکسته نستعلیق از استادان محمدحسین عطارچیان ،یدالله کابلی و محمد حیدری را می‌توان نام برد.

## انجمن خوشنویسان ایران
این انجمن با نام کلاس‌های آزاد خوشنویسی از سال ۱۳۲۹ با همت سید حسین میرخانی و علی اکبر کاوه، ابراهیم بوذری و سید حسن میرخانی، با اهتمام دکتر مهدی بیانی محقق و استاد دانشگاه و…، با همکاری وزارت فرهنگ و هنر وقت تأسیس و راه اندازی شد. این نهاد بنیاد نامه رسمی خود را با نام انجمن خوشنویسان ایران در تاریخ ۱۹ شهریور ماه ۱۳۴۶ اخذ و فعالیت‌های خود را پی گرفت. به تدریج و در آغاز دهه سوم حیات خود پس از وقوع انقلاب ایران (۱۳۵۷) دوره رونق و گسترش را تجربه کرد و در مواجهه با رویکرد وسیع و پرشور قشرها مختلف جامعه به ویژه جوانان و نوجوانان به خوشنویسی که کماکان تاحدی ادامه دارد، رشد داشت.
انجمن خوشنویسان ایران شعبه‌های متعددی در اغلب شهرهای بزرگ و کوچک ایران و برخی کشورهای دیگر دارد و هنرجویان زیادی را تربیت کرده‌است.

## پایتخت خوشنویسی ایران

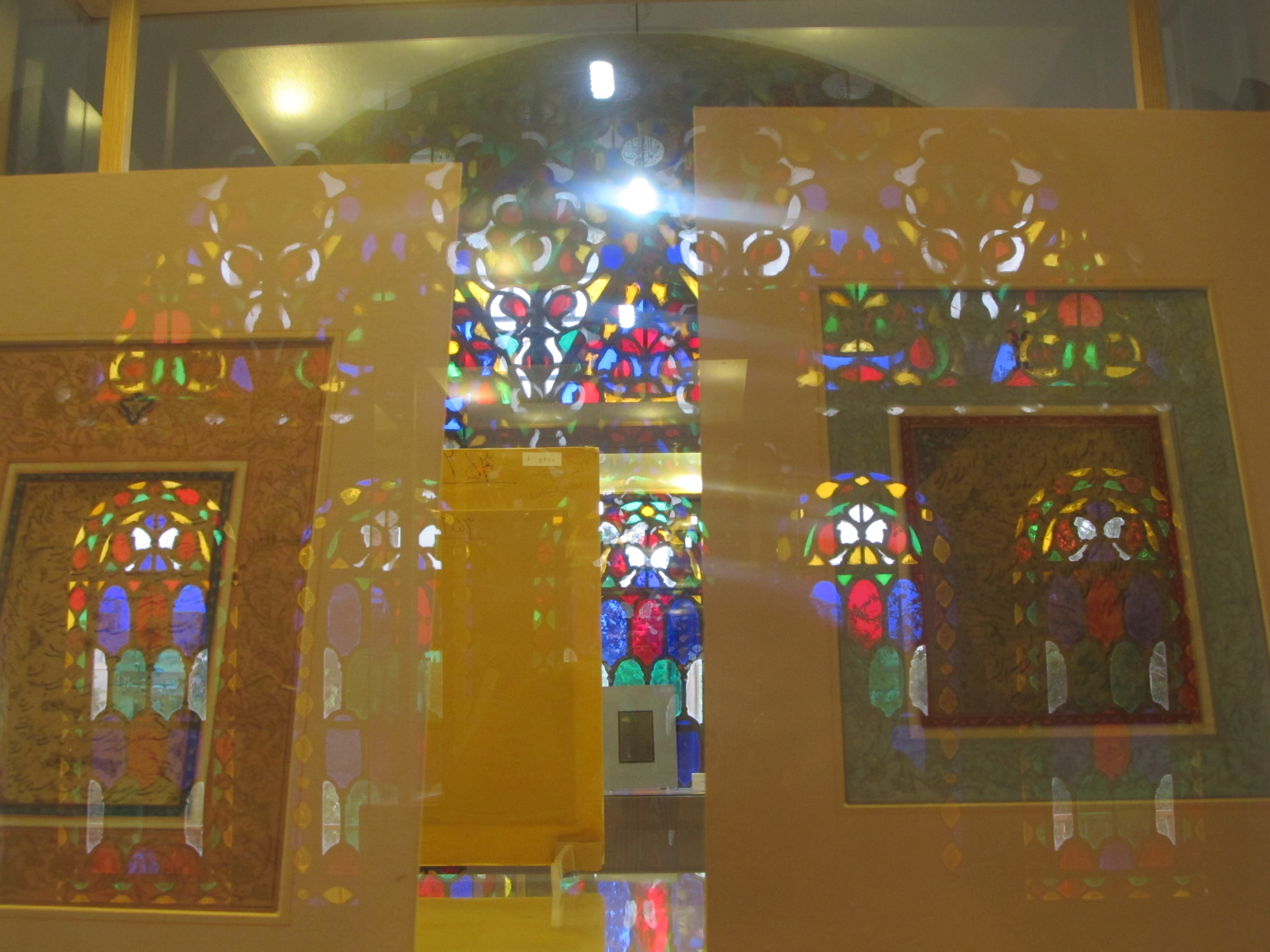
موزه دائمی خوشنویسی، کاخ چهل ستون قزوین

به سبب پرورش بزرگان خوشنویسی ایران در شهر قزوین افرادی همچون میرعماد حسنی (استاد بزرگ خط نستعلیق)، میرزا محمدحسین عماد الکتاب قزوینی، میرزا محمد علی خیارجی قزوینی (اولین خوشنویسی که بسم الله را به صورت مرغ طغرا ترسیم کرد)، عبدالمجید طالقانی و ملک محمد قزوینی این شهر از سوی وزارت فرهنگ و ارشاد اسلامی و شوای عالی فرهنگ به عنوان «پایتخت خوشنویسی ایران» لقب داده شده‌است؛ و به غیر از موزه دائمی خوشنویسی قزوین که در محل کاخ چهل‌ستون قزوین برقرار است، هر ساله رویدادهای بزرگ خوشنویسی مانند: برگزاری دوسالانه خوشنویسی ایران (با حضور اساتیدی از سراسر جهان)، برگزاری جشنواره خوشنویسی آیات قرآنی، جشنواره خوشنویسی غدیر و… در این شهر به وقوع می‌پیوندد.

## ثبت جهانی
خوش‌نویسی ایرانی با عنوان «برنامه ملی پاسداری از هنر سنتی خوشنویسی در ایران» در شانزدهمین جلسه کمیته بین دولتی حفاظت از میراث فرهنگی ناملموس به ثبت رسید.